# Yusuf Onur Arıkan
Yusuf Onur Arıkan (* 12. Januar 1991 in Istanbul) ist ein türkischer Fußballspieler.

## Karriere

### Verein
Arıkan begann seine Vereinskarriere beim türkischen Traditionsverein Galatasaray Istanbul. Hier erhielt er zwar im Sommer 2009 einen Profivertrag, jedoch spielte er zwei weitere Spielzeiten für die Nachwuchs- bzw. Reservemannschaft. Im Sommer 2011 wechselte er zum Erstligisten Antalyaspor. Nachdem er bis zur Winterpause ohne Einsatz geblieben war, wurde er für den Rest der Saison an den Istanbuler Drittligisten Pendikspor ausgeliehen. Für diesen Verein absolvierte er bis zum Saisonende drei Ligaspiele. Für die kommende Saison wurde Arıkan an den Viertligisten Tekirova Belediyespor ausgeliehen und verbrachte hier eine erfolgreiche Saison.
Im Sommer 2013 verließ er Antalyaspor endgültig und heuerte stattdessen beim Istanbuler Viertligisten Tuzlaspor an.

### Nationalmannschaft
Arıkan spielte vier Mal für die türkische U-18- und drei Mal für die U-21-Nationalmannschaft.